# Eliane Umuhire
Eliane Umuhire (ur. 1986 w Kigali) – rwandyjska aktorka filmowa i teatralna, a także autorka sztuk teatralnych.

## Życiorys
Urodziła się w 1986 w Kigali. Na okres jej dzieciństwa przypadła wojna domowa w Rwandzie i ludobójstwo Tutsich. W szkolnych przedstawieniach występowała od dwunastego roku życia. Z wykształcenia jest księgową.
Jako aktorka występuje w teatrach w Kigali: Mashirika Performing Arts i Ishyo Arts Centre. Jest także autorką sztuk teatralnych i reżyserką m.in. Voices in sync / Syrian and Burundian Monologues i Nasz dom. Angażuje się w działania związane z upamiętnieniem ludobójstwa w Rwandzie w 1994.
Zadebiutowała w brytyjsko-rwandyjskim filmie Things of the Aimless Wanderer (2015).
Wystąpiła w jednej z głównych ról w polskim filmie Ptaki śpiewają w Kigali (2017) w reżyserii Joanny Kos-Krauze i Krzysztofa Krauzego, traktującym o rwandyjskim ludobójstwie. Wraz z partnerującą jej Jowitą Budnik zdobyły ex aequo nagrody dla najlepszej aktorki na 42. Festiwalu Filmowym w Gdyni oraz na MFF w Karlowych Warach. Otrzymała również nagrodę za najlepszą rolę na MFF Let'sCEE oraz Nagrodę dla Najlepszej Aktorki na Festiwalu Polskich Filmów w Nowym Jorku.